# Ширяш показний
Ширя́ш показни́й, Ерему́р показни́й (Eremurus spectabilis) — багаторічна рослина родини асфоделових. Вид занесений до Європейського Червоного списку, Червоних книг України та Росії. Медоносна, декоративна і харчова культура.

## Опис
Трав'яниста рослина заввишки 1—1,5 м, геофіт, геміефемероїд. Кореневище дископодібне, до 2,5 см завширшки, несе купу потовщених, веретеноподібних коренів. Стебло прямостояче, циліндричне. Від 6 до 15 листків зібрані в прикореневу розетку та, частково, концентруються у нижній частині стебла. Листки сизо-зелені, широколінійні, килюваті, по краю гострошорсткі (у деяких популяцій голі й гладенькі), завдовжки до 30 см, завширшки 2,5—5 см.
Суцвіття — верхівкова, багатоквіткова, циліндрична китиця завдовжки до 80 см. Приквітки густоволосисті. Квітки шестичленні, з широколистою дзвоникуватою оцвітиною до 2 см завширшки, світло-жовті, інколи зеленкуваті або червонуваті з білим краєм, мають неприємний запах. Квітконіжки косо стирчать догори, при достиганні плодів вигинаються дугою. Листочки оцвітини довгастолінійні, завдовжки до 9 мм. Тичинки (6 штук) вдвічі довші за пелюстки. Стовпчик зігнутий донизу.
Плід — куляста коробочка завширшки 5-10 мм, вкрита поперечними зморшками, розкривається трьома гніздами. Насіння тригранне, коричневе (в Eremurus thiodanthus) чи строкате з буро-чорними плямами (в Eremurus jungei).

## Поширення
Центр розповсюдження виду знаходиться на Кавказі, у Малій, Західній і Центральній Азії (зокрема у горах Копетдагу). За межами цієї зони окремі популяції трапляються в степах Північного Причорномор'я та Приазов'я. В Росії еремур показний знайдений у Ростовській області, Ставропольському та Краснодарському краях, Чечні та Дагестані.
В Україні еремур показний знайдений в Гірському Криму (гори Кара-Даг, Чорна, Агармиш), а також на Донецькому кряжі.

## Екологія
Рослина світлолюбна, посухостійка, полюбляє добре прогріті ґрунти з високим вмістом кальцію. Найчастіше еремур показний можна побачити на лісових галявинах, крейдяних і вапнякових схилах, підстелених карбонатами, відслоненнях крейди, вапняка, мергелю, у чагарникових напівпустелях, але загалом для нього не характерна чітка екологічна приуроченість. Рослина віддає перевагу кам'янистим та різнотравним степам з розрідженим травостоєм, на сильно задернених ділянках рідкісна.
Розмножується насінням. Квітне у травні — липні, причому на ділянках з високою чисельністю створює аспект. Квіти у суцвітті розкриваються послідовно знизу до верхівки. В першу добу після розкриття квітки її нектарники не функціонують, опісля квіти починають відвідувати запилювачі — бджоли, джмелі, мухи-дзюрчалки. Найвища нектаропродуктивність спостерігається у старих квіток. Плодоносить у червні — серпні. Насіння вивільняється з коробочок при поштовхах, спричинених рухом людей чи тварин, або при розгойдуванні стебел вітром (автохорія). Зазвичай воно падає неподалік від материнської рослини, схожість насіння становить близько 50—65 %. Повного розвитку еремури досягають лише у віці 5—8 років, хоча у культурі починають квітнути з 4—5 років.

## Значення і статус виду
Зникненню цієї рослини сприяють як антропогенні фактори (заліснення територій, терасування схилів, збирання квітів), так і природні (вузька екологічна амплітуда, низька конкурентна здатність). Еремур показний охороняється в заказниках загальнодержавного значення «Агармиський ліс» і «Балка Гірка», а також у Карадазькому заповіднику.
Еремур показний зрідка використовують як декоративну рослину. В культурі він відомий з 1800 року, насадження цього виду стійкі, дають самосів. В Україні цей вид можна побачити в колекціях Нікітського і Донецького ботанічних садів, дендропарку «Олександрія». Під час цвітіння еремур показний слугує джерелом нектару для домашніх бджіл. Молоде листя рослини можна вживати в їжу. Корені еремура показного містять багато полісахарида еремурана, завдяки чому з них можна виготовити клейку речовину, що заміняє гуміарабік.

## Систематика
Рослина з нестійкими морфологічними ознаками, внаслідок чого деякі популяції інколи описують як окремі види — Eremurus thiodanthus Juz. та Eremurus jungei Juz.

### Підвиди
- Eremurus spectabilis subsp. spectabilis — має оцвітину блідо- або зеленкувато-жовтого кольору, голе листя. Поширений в Криму, Туреччині, Сирії, Лівані, Ірані, на Кавказі, де росте на висоті 1000—2750 м;
- Eremurus spectabilis subsp. regelii (Vved.) Wendelbo — має червонувату оцвітину з білим краєм. Росте в Афганістані, на Памірі, Тянь-Шані на висоті 700-3200 м;
- Eremurus spectabilis subsp. subalbiflorus (Vved.) Wendelbo — колір оцвітини такий же як у номінального підвиду, але листя шорстке. Розповсюджений у Туркменістані та Ірані на висоті 700—2000 м.

### Синоніми
- Asphodelus regius Heynh.
- Eremurus bachtiaricus Boiss.
- Eremurus caucasicus Steven
- Eremurus libanoticus Boiss.
- Eremurus sibiricus Weinm.
- Eremurus tauricus Weinm.[2]